# Morální panika
Morální panika je reakce sociální skupiny založená na falešném nebo přehnaném dojmu, že chování nějaké jiné skupiny (většinou minoritní skupiny nebo subkultury, tzv. folk devil) je nebezpečně deviantní a je hrozbou pro společnost. Často se také uvádí jako „epizoda, stav, osoba nebo skupina osob“, která byla nedávno „popsána jako hrozba pro sociální hodnoty a zájmy“.
Taková panika je obecně posilována médii a jejich sociálními tématy, i když se objevují i spontánní paniky. Masová hysterie se v tomto hnutí může objevit, ale morální panika je odlišná od masové hysterie tím, že je přesně morálně vymezena a obvykle se projevuje jako pobouření spíše než ryzí strach. Morální panika (jak ji definoval Stanley Cohen) se točí kolem domnělého ohrožení nějaké hodnoty nebo normy, kterou společnost normálně stimuluje její glorifikací v masových médiích nebo „lidových legendách“ uvnitř společnosti. Panikáři mohou mít dojem, že k tomu, co dělají, je opravňuje pozornost masmédií, což je posílí v aktivitách které vedly k původnímu pocitu morální paniky.[zdroj?]

## Původ
Tento termín poprvé použil Stanley Cohen v roce 1972, aby popsal mediální reportáže o modech a rockerech ve Spojeném království v 60. letech 20. století. Faktorem v morální panice je „zesilující spirála“, fenomén popsaný mediálními kritiky jako zvětšující se cyklus reportáží o určité kategorii asociálního chování nebo dalších nežádoucích událostí.
Zatímco termín morální panika je celkem nový, mnoho sociologů poukazuje na Middletownskou studii, poprvé provedenou v roce 1925, která obsahovala první hloubkovou studii tohoto fenoménu. V těchto studiích badatelé zjistili, že společnost a náboženští vůdci v americkém městě odsoudili tehdy nové technologie jako například rádio nebo automobil za podněcování nemorálního chování. Například jeden farář zmíněný v této studii mluvil o automobilu jako o „domu prostituce na kolech“ a odsoudil ho, protože občané ho používali k vyjížďkám mimo město místo toho, aby chodili do kostela.

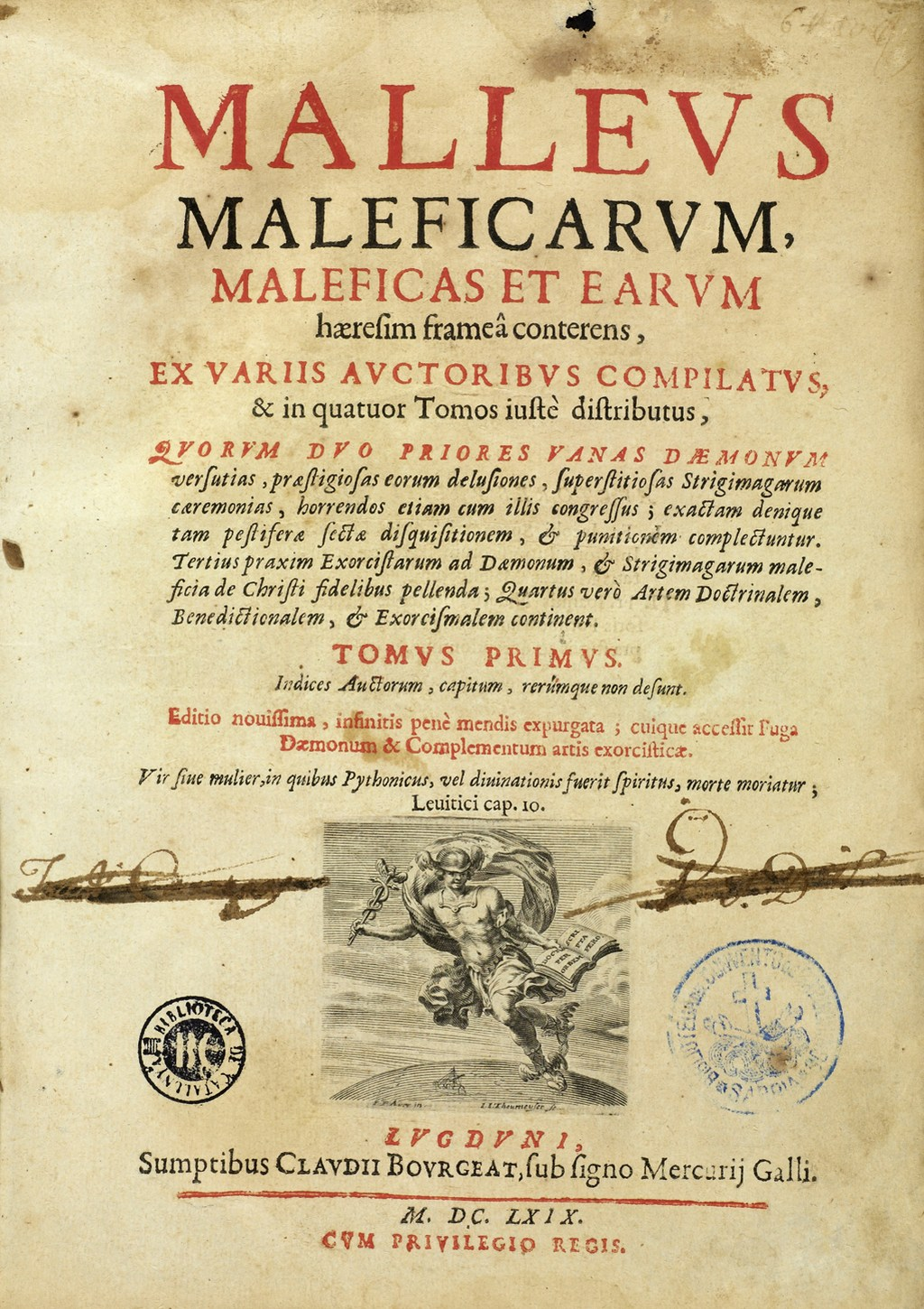
Malleus maleficarum (česky Kladivo na čarodějnice) je latinsky psaná rukověť, vydána poprvé ve Štrasburku roku 1486, obsahuje teologický výklad temných nadpřirozených sil, zejména čarodějnic, který obsahuje soudobé lidové představy, tradované nebo dokumentované případy a návody k pronásledování čarodějnic.

## Teorie morální paniky

### Stanley Cohen
Stanley Cohen publikoval teorii morální paniky v knize Folk Devils and Moral Panics v roce 1972 (další edice 1987 a 2002). Cohen zkoumal deviantní chování a následné vytváření morálních panik, a to na příkladu subkultur mods a rockers v Anglii 60. let, kdy mediální pokrytí konfliktů mezi těmito skupinami vedlo k morální panice o mládeži jako ohrožení sociálního řádu a eskalovalo veřejné obavy.
Koncept „lidových ďáblů“ odkazuje na jednotlivce nebo skupiny vnímané jako hrozbu existujícímu sociálnímu řádu kvůli jejich považovanému deviantnímu chování. Média, orgány a další vlivní jednotlivci hrají významnou roli při posilování obav veřejnosti, vytváření pocitu naléhavosti a morální spravedlnosti při řešení vnímaného problému. Cohen zdůrazňoval to, jak společenské reakce na deviantní chování nejsou pouze přirozenými odpověďmi, ale často jsou zesíleny a konstruovány společenskými institucemi, médii a orgány.

#### Vývoj morální paniky
Cohen identifikuje 4 skupiny aktérů zodpovědných za vývoj morální paniky:
1. Masmédia - jsou důležitá v rané fázi, tzv. inventář, kdy produkují zpracované obrazy deviace a deviantů. Přitom používají přehánění a zkreslování toho, kdo co udělal/řekl, předpověď, předpovídání a zdůrazňování katastrofických následků nečinnosti a symbolizaci (např. slova Mod nebo Rocker, znamenající hrozbu)
2. „Morální podnikatelé“ - jednotlivci a skupiny, kteří usilují o vymýcení nemorálního nebo hrozivého chování.
3. „Sociální kontrolní kulturu“ - tvoří prvky institucionální mocí – policie a soudy, místní a národní politici. Ti díky „důkazům“ deviace prosazují přísná kontrolní opatření.
4. Veřejné mínění

Důsledkem morální paniky jsou obvykle změny v zákonech, které Cohen označuje za stejně rituální jako účinné. Panika v případě mods a rockerů opětovně potvrdila morální hodnoty společnosti o mladých lidech,[ujasnit] kteří odmítají ideály dospělých.

### Hall a kolektiv
V období 1972–1973 zažila Velká Británie novou kategorizaci staršího jevu "přepadení". Mediální pokrytí dosáhlo vrcholu v březnu 1973, kdy byly třem mladíkům z Birminghamu uděleny neobvykle vysoké tresty za brutální útok, který se stal přibližně pět měsíců předtím. První morální panika ohledně přepadení trvala pouhých 13 měsíců, ale měla okamžitý a dlouhodobý vliv.
Hall a kol. (1978) kontroverzně tvrdili, že nedošlo ke statistickému nárůstu pouličních loupeží. „Přepadení“ nepopisovalo problém; evokovalo hrozbu ze strany mladých černých mužů, kteří pravděpodobně kdykoli zaútočí bezdůvodným násilím.
Hall a kol. rozpracoval čtyři aspekty role médií při vytváření paniky z přepadení
1. Média jsou závislá na oficiálních zdrojích zpráv, takže vystupují jako sekundární definující primárních definujících.
2. Média převádějí prohlášení mocných do „veřejného idiomu“, který je jejich čtenářům známý.
3. Média poskytují primárním definitorům jejich vlastní reakce, jako by to bylo veřejné mínění.
4. Média příliš zdůrazňují násilí, aby ospravedlnila rozsah reakce.[5]

### Atribuční model E. Gooda a N. Ben-Yehudy
Goode and Ben-Yehuda určili 5 kritérií morální paniky.
1. Obavy -  morální panika zahrnuje „zvýšenou úroveň znepokojení nad chováním určité skupiny nebo kategorie“[6]. Obavy se dají určit například pomocí průzkumů veřejného mínění, mediální pozornosti, navrženou legislativou, akčními skupinami nebo činností sociálních hnutí.
2. Nepřátelství - musí existovat zvýšená úroveň nepřátelství vůči kategorii lidí viděných jako hrozba zákony dodržující společnosti. Dochází k rozdělení na „oni“ a „my“, a to zahrnuje generování stereotypů (lidoví čerti)
3. Souhlas - musí existovat minimální míra shody společnosti (jako celek nebo vymezené části), že hrozba je reálná, vážná a způsobená jednáním členů skupiny.
4. Disproporcionalita - předpoklad v použití termínu morální panika je, že obavy jsou nepřiměřené povaze hrozby, že je ve skutečnosti podstatně větší než to, co by empirické hodnocení mohlo podpořit.
5. Pomíjivost - morální panika je nestálá, propuká náhle a stejně náhle i odezní.

Goode and Ben-Yehuda identifikují dva důsledky morální paniky – institucionální dědictví (zavádění zákonů, agentur, profesí) a normativní transformaci (změny v představách o přijatelnosti chování, mění se morální hranice společnosti).

## Příklady morální paniky
Výzkumníci postupně identifikovali několik hlavních témat, kolem kterých nejčastěji vzniká morální panika. Podařilo se objasnit, jak tento stav vzniká a jaké má dopady. Mezi nejčastější témata patří například: migrace, technologie, drogy, pouliční kriminalita a zneužívání dětí.

### Hon na čarodějnice
Klasickým příkladem morální paniky z historie jsou čarodějnické procesy, ty trvaly od 15. do 18. století. Ve středověké Evropě se hony na čarodějnice konaly v souvislosti s obviněním z kacířství. Pro morální paniku se jednalo o velmi dlouhé období.

### Rudá panika
Termín Rudá panika se nejčastěji používá v souvislosti s panikou ve Spojených státech amerických, spojenou s nástupem komunistického režimu a obavami z útoků Sovětského svazu, konkrétně mezi roky 1917 až 1920 a poté v období let 1947–1957. Období let 1947–1957 se také nazývá „mccarthismus“. (Je pojmenováno po senátorovi Josephu McCarthym, který v těchto letech inicioval a podporoval hon na komunisty; ty stíhal, přestože mu chyběly prokazatelné důkazy.)

### Mods a rockeři
V 60. letech 20. století ve Velké Británii existovaly dvě hlavní mládežnické subkultury – mods a rockeři. Stanley Cohen ve své knize Folk Devils and Moral Panic uvádí jako příklad morální paniky mediální pokrytí konfliktů, které v této době vznikaly. Cohen poukazuje na to, že i přesto, že se nedalo vyloučit, že mods a rockeři jsou s pouličními rvačkami spojeni, nebyli v nich zapojeni více, než lidé, kteří do této subkultury nepatřili.

### Migrační krize
Morální panika je pravděpodobná vždy, když lidé migrují do cizí lokality a žijí vedle původních obyvatel. Tito migranti můžou být obviňování z přinášení cizích kultur a odmítání integrovat se do většinové kultury, ze zatěžování sociálních, vzdělávacích a bytových systémů a nadměrného páchání kriminality.